# Хосе Серрато
Хосе Серрато (Монтевідео, 30 вересня 1868 — 7 вересня 1960)  — уругвайський економіст, інженер і політик, президент Уругваю між 1923 і 1927 роками.

## Біографія
Його родина була родом з Джустеніс , провінція Савона (Лігурія, Італія), син Домінго Серрато і Марії Бергеру. Він відвідував школу «Ельбіо Фернандес», засновану Хосе Педро Варелою, а потім отримав в Університеті диплом геодезиста в 1888 році. Потім він вивчав інженерію в університеті республіки і закінчив її у 1892 році. Він працював професором і вчителем математики в середній освіті і на вищих рівнях. Він був одружений з Хосефіною Перей.

## Політична діяльність
Колорадіст, батліст, був заступником та міністром розвитку в 1913 році, фінансист між 1904 і 1906, міністр внутрішнього розвитку 1911 і міністр іноземного розвитку між 1943 і 1945 роками.
У 1923 обраний президентом республіки на період 1923—1927 років. Він обговорив з Аргентиною договір про кордони, відкрив виборчий суд, відкрив Законодавчий палац, створив пенсії громадян, працівників банків.
Він був першим президентом Уругваю, обраним загальним голосуванням, механізмом, передбаченим Конституцією 1918 року.
Він також приєднався до Державної ради 1942 року, відповідаючи за розробку Конституції 1942 року.

### Кабінет міністрів
| Міністерство      | Ім'я                        | Період      |
| ----------------- | --------------------------- | ----------- |
| Внутрішні справи  | Lorenzo Vicens Thievens     | 1923        |
| Внутрішні справи  | Justino Jiménez de Aréchaga | 1923 — 1925 |
| Внутрішні справи  | Rufino Domínguez            | 1925 — 1927 |
| Зовнішні стосунки | Pedro Manini Ríos           | 1923 — 1924 |
| Зовнішні стосунки | Juan Carlos Blanco Acevedo  | 1924 — 1927 |
| Казначейство      | Ricardo Vecino              | 1923 — 1927 |
| Війна та Флот     | Roberto Riverós             | 1923 — 1925 |
| Війна та Флот     | Segundo Bazzano             | 1925 — 1926 |
| Війна та Флот     | Guillermo Ruprecht          | 1926 — 1927 |
| Юстиція           | Pablo Blanco Acevedo        | 1923 — 1924 |
| Юстиція           | Rodolfo Mezzera             | 1924 — 1925 |
| Юстиція           | Carlos María Prando         | 1925 — 1927 |
| Громадкість       | Santiago Calcagno           | 1923 — 1925 |
| Громадкість       | Juan Andrés Álvarez Cortés  | 1925 — 1927 |
| Промисловість     | Luis Caviglia               | 1923 — 1927 |

| Попередник: Бальтазар Брум | Президент Уругваю 1923-1927 | Наступник: Хуан Кампістегі |

## Журналістська діяльність
Він опублікував багато статей під псевдонімом «Engignour». З цим псевдонімом він підтримував важливе фінансове обговорення з Хуліо Еррерою й Обесом у 1902 році за допомогою статей, опублікованих у газетах Монтевідео.

## Політична діяльність у спорті
Його згадують за те, що він очолив премію «Ла Серрато», яка була об'єднанням уругвайського футболу в 1926 році, який був розділений після розколу 1922 року між Уругвайською футбольною асоціацією на чолі з Національним футбольним клубом і Уругвайською футбольною федерацією на чолі з Атлетичним клубом Пеньярол. У 1925 році турніри, організовані обома асоціаціями, були припинені, і після місяців переговорів було вирішено, що в 1926 році буде зіграно Турнір Тимчасової Ради, щоб визначити, які клуби обох організацій стануть частиною Уругвайської футбольної асоціації .